# Ocotea kostermansiana
Ocotea kostermansiana är en lagerväxtart som beskrevs av Vattimo. Ocotea kostermansiana ingår i släktet Ocotea och familjen lagerväxter. Inga underarter finns listade i Catalogue of Life.